# Nuoto ai XVI Giochi del Mediterraneo - 100 metri dorso maschili

## Record
Prima di questa competizione, il record del mondo (WR) e il record dei Giochi del Mediterraneo (GR) erano i seguenti:
|    | 52"54 | Aaron Peirsol Stati Uniti     | 12 agosto 2008 Pechino, Cina   |
| GR | 55"75 | Aristeidis Grigoriadis Grecia | 27 giugno 2005 Almería, Spagna |

Durante l'evento sono stati migliorati i seguenti record:
| Data      | Evento      | Atleta                  | Nazione | Tempo | Record |
| --------- | ----------- | ----------------------- | ------- | ----- | ------ |
| 30 giugno | 2ª batteria | Aristeidis Grigoriadis  | Grecia  | 54"52 | GR     |
| 30 giugno | Finale      | Aschwin Wildeboer Faber | Spagna  | 52"87 | GR     |

## Batterie
Martedì 30 giugno, alle ore 10:50 CEST, si sono svolte 3 batterie di qualificazione.
| #   | Batteria | Corsia | Atleta                  | Nazionalità | Tempo   | Note |
| --- | -------- | ------ | ----------------------- | ----------- | ------- | ---- |
| 1   | 2        | 5      | Aristeidis Grigoriadis  | Grecia      | 54"52   | GR   |
| 2   | 2        | 4      | Jérémy Stravius         | Francia     | 54"74   | Q    |
| 3   | 3        | 4      | Aschwin Wildeboer Faber | Spagna      | 55"82   | Q    |
| 4   | 1        | 4      | Mirco Di Tora           | Italia      | 56"04   | Q    |
| 5   | 3        | 3      | Ante Cvitkovic          | Croazia     | 56"47   | Q    |
| 6   | 1        | 5      | Rufino Regueira Suarez  | Spagna      | 56"74   | Q    |
| 7   | 3        | 6      | Robert Zbogar           | Slovenia    | 57"28   | Q    |
| 8   | 2        | 3      | Dimitrios Chasiotis     | Grecia      | 57"61   | Q    |
| 9   | 3        | 2      | Amine Kouame            | Marocco     | 58"19   |      |
| 10  | 1        | 6      | Naoufel Benabid         | Algeria     | 58"20   |      |
| 11  | 1        | 3      | Ivan Tolic              | Croazia     | 58"86   |      |
| 12  | 2        | 2      | Giannis Zinonos         | Cipro       | 1'00"57 |      |
| 13  | 2        | 6      | Guven Duvan             | Turchia     | 1'00"64 |      |
| 14  | 1        | 2      | Bilal Achalhi           | Marocco     | 1'01"12 |      |
| 15  | 3        | 7      | Nadim Barakat           | Libano      | 1'07"54 |      |
| 16  | 2        | 7      | Sofyan El Gadi          | Libia       | 1'08"66 |      |
| DNS | 3        | 5      | Damiano Lestingi        | Italia      | -       |      |

## Finale
La finale, che si svolge martedì 30 giugno alle ore 18:32, viene vinta dallo spagnolo Aschwin Wildeboer Faber che stabilisce il nuovo record dei Giochi con il tempo di 52"87.
| Posizione | Corsia | Atleta                  | Paese    | Tempo | Note |
| --------- | ------ | ----------------------- | -------- | ----- | ---- |
|           | 3      | Aschwin Wildeboer Faber | Spagna   | 52"87 | GR   |
|           | 4      | Aristeidis Grigoriadis  | Grecia   | 54"00 |      |
|           | 6      | Mirco Di Tora           | Italia   | 54"45 |      |
| 4         | 5      | Jérémy Stravius         | Francia  | 54"67 |      |
| 5         | 7      | Rufino Regueira Suarez  | Spagna   | 56"01 |      |
| 6         | 8      | Dimitrios Chasiotis     | Grecia   | 57"09 |      |
| 7         | 1      | Robert Zbogar           | Slovenia | 57"46 |      |
| DSQ       | 2      | Ante Cvitkovic          | Croazia  | -     |      |